# Ханг Нга
Комплексът за гости Ханг Нга (на виетнамски: Biệt thự Hằng Nga) е хотел (къщи за гости), кафене и художествена галерия във виетнамския град Далат. Той е проектиран и построен основно през 1990 г. от виетнамската архитектка Данг Виет Нга, завършила Московския архитектурен университет и заселила се в Далат през 1983 г. Заради необичайната си и забележителна архитектура сградата е наричана още „Лудата къща“ (Ngôi nhà quái dị).
Експресионизмът на архитектурното решение на архитекта Данг е осъществен под влиянието на каталунския архитект Антони Гауди и неговото творчество в Барселона, както и сюрреализма на Салвадор Дали и светът на Уолт Дисни. От построяването си през 1990 г. сградата става известна със своята уникална архитектура и се смята за една от най-необичайните сгради в света.
Архитектурата и стилът на сградата, поради нейния необичаен дизайн, не са одобрявани от местните власти в продължение на много години. С частно финансиране от семейството и приятелите Данг успява да продължи строителството на къщата. Тъй като сградата бива посочена в многобройни пътеводители и сайтове като забележителност на града, и задължително е включена в туристическите обиколки на град Далат, тя допринася за развитието на туризма в града и района.
Сградата е построена в стил на „приказна“ къща. Цялостният външен вид напомня на гигантско дърво с декоративни елементи на дизайна, включени под формата на животни, гъби, гигантски паяжини и пещери. Дизайнът на сградата се отличава със странни и странни на вид форми, клони и стволове, разделени, но свързани нива, усукващи се тунели, стаи на животински теми, дървени резбовани мебели и други декоративни елементи. Целта на архитектурата и дизайна е да бъде забавна за посещение, да предизвика въображението на гостите, да върне хората към природата, да я оценят и да не я унищожават.
Всички прозорци и врати са с неравномерна форма и по стените растат като клонообразни конструкции. Стълбите и коридорите са оформени като тунели, пещери и открити пасарелки, което прави интересна разходката през къщата. Няма прави линии и прави ъгли, няма „права линия“. Създава се впечатление, като че ли всичко се е разтопило при висока температура и след това е замръзнало в гротескна форма.
Всяка стая за гости е тематична с връзка с някакво животно, например стая на мечката, стая на тигъра, стая на мравкота, пчелата, кенгуруто, и т.н., с вътрешен декор и големи по размер животински статуи, който да съвпада с храктера на животното. Мебелите в стаите са ръчно изработени и проектирани така, че да отговарят на абстрактния облик на къщата.
Всяка година комплексът приема около 100 000 гости.

## Галерия
- Хотел и сладкарница
- Част от хотела
- Покрив и пасарелки над него
- Вътрешен двор
- Външни елементи
- Външен изглед на фона на града